# Lou Lubie
Lou Lubie est une illustratrice, bédéiste, et développeuse française née en 1990. Elle a fondé le Forum Dessiné, un site web communautaire où les échanges se font sous forme de dessins.

## Biographie
Après un premier roman en deux volumes, Hallucinogène, publié à l'âge de 18 ans, Lou Lubie se tourne vers la bande dessinée. En 2008, elle fonde le Forum dessiné, site communautaire largement composé de francophones où les participants échangent des dessins. De 2009 à 2011, elle publie cinq livres à La Réunion, dont elle est originaire. 
Elle étudie à Supinfogame, à Valenciennes, dont elle sort diplômée en 2012, après avoir remporté avec son équipe de l'école le prix du meilleur projet étudiant lors de la Paris Game Week pour Tiny White Stones (dont elle a élaboré le scénario). Avec la communauté du Forum dessiné, elle élabore des projets de jeux vidéo. 
En 2016, elle révèle être atteinte de cyclothymie dans une bande dessinée de vulgarisation scientifique, Goupil ou face (Vraoum puis Delcourt). L'humour et les qualités didactiques de l'ouvrage sont soulignés par la critique,,,, éveillant l'intérêt autour de la cyclothymie. D'abord édité en France, le livre est ensuite traduit dans plusieurs langues. Dans le sillage de cette œuvre, elle participe à un web-documentaire d'information et de sensibilisation, Epsykoi, organisé par l'association Solidarité Réhabilitation sur les affections psychologiques.
S'associant avec la Française Manon Desveaux, Lou Lubie crée La Fille dans l'écran (Marabout, 2019), écrit et dessiné à quatre mains. Le récit porte sur la survenue fortuite et le développement d'une relation amoureuse à distance entre deux femmes,.
Lui fait suite début 2021 L'Homme de la situation, une fiction contemporaine. 
Fin 2021, elle publie chez Delcourt Et à la fin ils meurent (Delcourt), un ouvrage de vulgarisation très documenté au ton humoristique sur les contes de fées traditionnels. Elle détaille leurs différentes versions, le passage de l'oral à l'écrit puis à l'animé, l'évolution des valeurs morales portées au fil du temps et des auteurs, notamment Basile, Perrault, d'Aulnoy, Grimm, Andersen, jusqu'à Disney.
En 2024 est publiée sa BD Racines, autour de la « dictature des cheveux lisses ». Pour Télérama : « Stress, complexes, dysmorphophobie, discriminations sociales et professionnelles, coût et risques sanitaires des produits utilisés pour se conformer à la dictature du cheveu lisse : le sujet de Racines n’a en dépit des apparences rien de léger et aborde nombre de thèmes (mode, normes, race, identité) au cœur des débats contemporains. Un écheveau dense et complexe que Lou Lubie a le talent de démêler, de rendre fluide, drôle et passionnant, même – et surtout – si l’on ne se sent pas a priori directement concerné ».
Elle réinterprète le mythe d'Orphée et Eurydice dans Eurydice, dessiné par Solen Guivre et publié en 2024.

## Œuvres

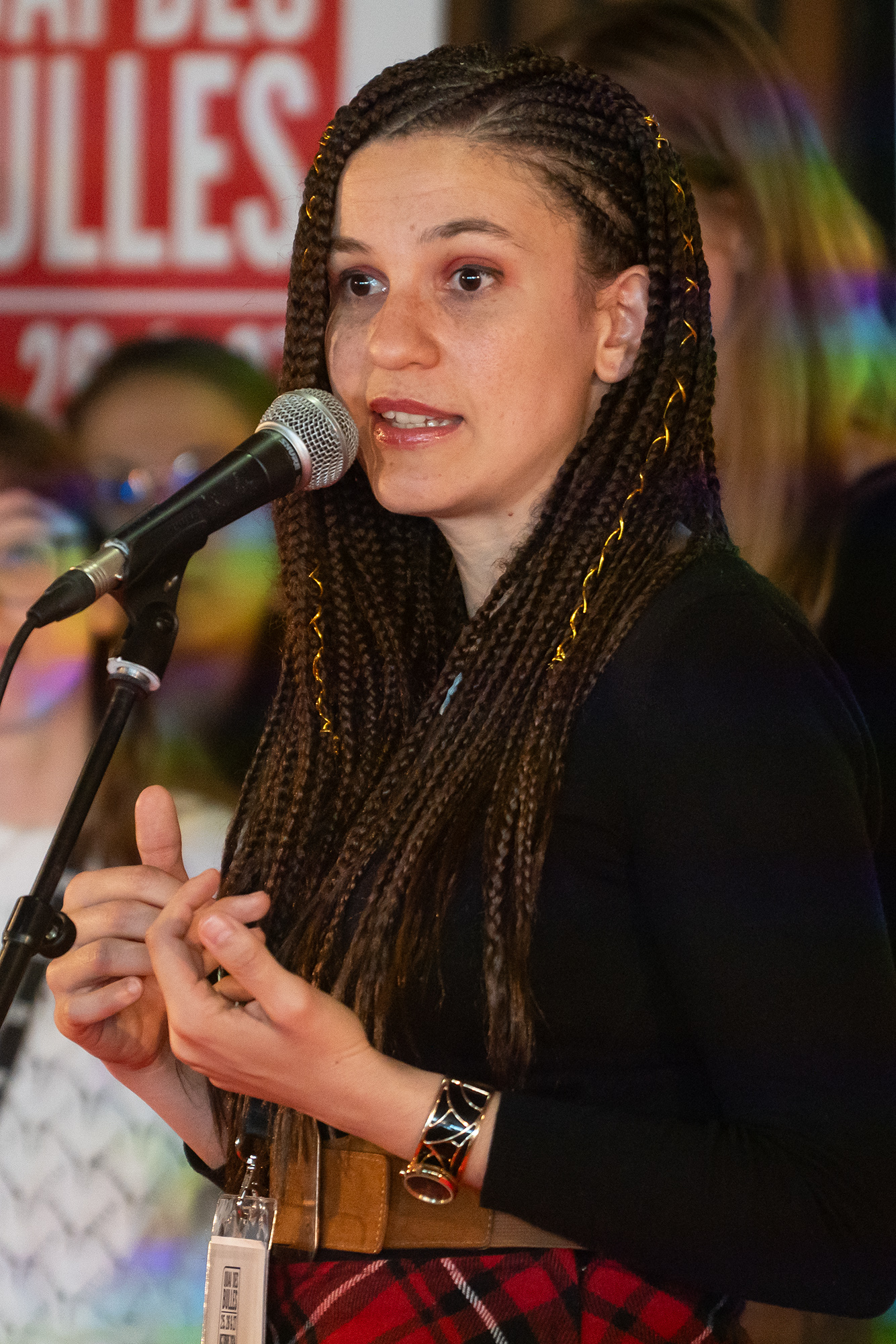
Lou Lubie au festival Quai des Bulles 2024.

### Bande dessinée
- L'Île au temps suspendu (scénario), dessin Romain-M, Epsilon Éditions, 2010
- Jours sombres chez les yaourts, Epsilon Éditions, 2011
- Un créole en métropole, Océan éditions, 2011
- Goupil ou face, Vraoum, 2016
- La Fille dans l'écran, avec Manon Desveaux, Marabulles, 2019
- L'Homme de la situation, Dupuis, 2021
- Et à la fin ils meurent, Delcourt, 2021
- Comme un oiseau dans un bocal, Delcourt, 2023
- Racines, Delcourt, 2024  (ISBN 9782413082743)
- Eurydice, dessin de Solen Guivre, Delcourt, 2024  (ISBN 978-2-413-07707-7)

### Romans
- Hallucinogène, Océan éditions, 2009
- Hallucinogène 2, Océan éditions, 2010.

### Œuvres participatives
En 2008, Lou Lubie fonde le Forum Dessiné, un site web communautaire basé sur un forum où seuls les envois d'images sont acceptés. Chaque dessinateur incarne le personnage de son choix pour interagir avec les autres participants. Les membres de la communauté ainsi fondée s'appellent les lubiens.
De 2010 à 2013, Lou Lubie y organise plusieurs œuvres participatives. Les internautes, même débutants, sont invités à y participer :
- Lubien, l'aventure, jeu de plate-forme, 2010
- Lubiséum, jeu de quiz, 2011
- Modératueurs, jeu d'enquête, 2012
- Prophecy, bande dessinée auto-éditée, 2012, qui rassemble 50 auteurs amateurs au sein d'une seule histoire
- Rose in the Woods, jeu vidéo, 2013, qui rassemble 83 participants amateurs.

En 2014, elle crée le blog Instants heureux, où elle illustre de petits instants de bonheur d'après les propositions des internautes.

## Prix et récompenses
- 2024 : prix Ouest-France Quai des Bulles, Saint-Malo pour Racines[16].
- 2025 : prix France Info de la BD d'actualité et de reportage pour Racines[17].